# Ihar Stassewitsch
Ihar Mikalajewitsch Stassewitsch (belarussisch Ігар Мікалаевіч Стасевіч, englische Transkription Ihar Mikalayevich Stasevich; russisch Игорь Николаевич Стасевич ‚Igor Nikolajewitsch Stassewitsch‘; * 21. Oktober 1985 in Baryssau, BSSR, Sowjetunion) ist ein belarussischer Fußballspieler.

## Verein
Aus der Jugend des Erstligisten BATE Baryssau stammend, absolvierte der Mittelfeldspieler dort 2004 sein Debüt in der Wyschejschaja Liha. In den folgenden Jahren gewann er mit dem Verein insgesamt acht nationale Titel und nahm an der Gruppenphase der Champions League sowie der Europa League teil. Dann folgte 2010 der Wechsel zum russischen Zweitligisten Wolga Nischni Nowgorod, doch schon ein Jahr später kehrte er in seine Heimat zurück und spielte für den FK Homel, FK Dinamo Minsk, erneut BATE Baryssau und bis Ende 2021 Schachzjor Salihorsk. Auch in dieser Zeit errang er weitere zwölf belarussische Titel sowie sieben persönliche Auszeichnungen. Dann folgte in der Saison 2022 der russische Drittligist Tschaika Pestschanokopskoje und ab 2023 stand er beim FK Atyrau in Kasachstan unter Vertrag. Das erste Halbjahr der Saison 2025 spielte Stassewitsch dann für den Ligarivalen FK Turan, bevor er sich wieder dem FK Atyrau anschloss.

## Nationalmannschaft
Im Sommer 2006 kam Stassewitsch für die belarussische U-21-Auswahl in zwei EM-Qualifikationpartien im Einsatz. Sein Debüt bei der A-Nationalmannschaft bestritt er am 22. August 2007 bei einem Testspiel gegen Israel (2:1). In den folgenden vierzehn Jahren absolvierte er insgesamt 63 Partien und erzielte dabei fünf Treffer.

## Erfolge
- Belarussischer Meister: 2006, 2007, 2008, 2009, 2010, 2015, 2016, 2017, 2018, 2021
- Belarussischer Pokalsieger: 2006, 2010, 2011, 2015, 2020
- Belarussischer Superpokalsieger: 2010, 2015, 2016, 2017, 2021

## Auszeichnungen
- Spieler der Saison in der Wyschejschaja Liha: 2014, 2015, 2016, 2019
- Belarussischer Fußballer des Jahres: 2015, 2018, 2019